# Prostitution: Kein Job wie jeder andere
Prostitution: Kein Job wie jeder andere ist ein Dokumentarfilm von Nathalie Suthor über die Prostitution in Deutschland und erschien im Vorfeld des Internationalen Frauentags auf 3sat am 4. März 2021. 

## Inhalt
Die Auswirkungen des Prostitutionsgesetzes vom 20. Dezember 2001 werden kritisiert; plädiert wird für das Schwedische Modell. Zu Wort kamen unter anderen die Traumatherapeutin Ingeborg Kraus, der Psychotherapeut Lutz Besser und die ehemalige Prostituierte und Aktivistin Sandra Norak.
Kritisiert wurde unter anderem die Auswirkung auf das Frauenbild, etwa von Kraus („Der Blick des Freiers überträgt sich auf jede Frau außerhalb der Prostitution“) sowie von Besser („Wenn Frauen als Konsumgut weiter in der Prostitution ungeschützt existieren, dann führt das dazu, dass Gleichberechtigung noch in weiter Ferne ist“).

## Kritik
Der Film stieß bei Sexarbeitern und bei der Gemeinsamen Gesellschaft der Caritas und des Sozialdienstes katholischer Frauen in Essen, kurz cse, auf Kritik.  Die cse positionierte sich: „Ein wie in der Reportage gefordertes Sexkaufverbot hätte zur Folge, dass die Sexarbeiter:innen sich zurückziehen, ihre Dienste in Privatwohnungen, in Gewerbegebieten, im Internet oder wo auch immer anbieten. Sie werden es aber so oder so weitertun und damit den gewaltbereiten Männern schutzlos ausgeliefert sein.“